# Сражение при Файв-Форксе
Битва при Файв-Форксе (англ. Battle of Five Forks) — одно из последних сражений американской гражданской войны, произошло 1 апреля 1865 года юго-западнее Питерсберга, штат Виргиния, в ходе Аппоматтоксской кампании. Иногда это сражение называют «Ватерлоо Конфедерации». В этом сражении федеральный генерал-майор Филип Шеридан действовал против генерала Конфедерации Джорджа Пикетта. Разгром Пикетта привел к тому, что генерал Ли решил сдать Питерсберг и начать отступление, которое привело к окружению при Аппаматоксе 9 апреля 1865 года.

## Предыстория
В марте 1865 года армия Ли находилась в полуокружении под Питерсбергом. Шеридан начал глубокий рейд в обход позиций армии Ли с целью их окружения. У Динвидди на пути Шеридана оказалась дивизия Пикетта, который сумел отбросить авангард Шеридана и приостановил наступление федеральной армии.
После сражения при Динвидди 31 марта, Пикетт узнал о подкреплениях, прибывающих от 5-го федерального корпуса и решил отойти на позиции за Хатчерс-Фарм. Однако, Ли приказал Пикетту удерживать перекресток Файв-Форкс силами его дивизии и трех кавалерийских дивизионов. «Файв-Форкс» считается перекрестком дороги Уайт-Оак, дороги Скотта, Фордс-роуд и Динвидди-Корт роуд. Приказ генерала Ли начинался так:
Удерживайте Файв-Форкс при любых обстоятельствах. Защищайте дорогу на Форпдс-Депо и не позволяйте силам Союза напасть на Южную ж/д. Сожалею, что вам пришлось отступить, и что вам не удалось реализовать свои возможности.
Люди Пикетта построили длинную линию обороны примерно 2,8 километра в длину на дороге Уайт-Оак, а кавалерия прикрывала их фланги. План Шеридана состоял в том, чтобы оказывать давление по всему фронту небольшими силами кавалерии, а основная масса V-го корпуса генерала Уоррена атакует левый фланг армии Конфедерации. Плохие карты и ошибки разведки привели к тому, что Шеридан представлял себе левый фланг гораздо более протяженным на восток, нежели он был на самом деле.
Грязные дороги и густой подлесок тормозили продвижение федеральных войск и Уоррен не был готов атаковать до 16:00. Шеридан недолюбливал Уоррена с самого начала кампании и получил негласное разрешение Гранта сместить Уоррена, если тот допустит промах. Задержка стала поводом обвинить Уоррена в некомпетентности. Однако, и кавалерия Шеридана столкнулась с теми же проблемами и действовала недостаточно эффективно.

## Сражение
Согласно плану Шеридана, наступление осуществляли две дивизии, а третья шла за ними как резервная. Правая дивизия генерала Самуэля Кроуфорда атаковала самый край оборонительной линии, а левая дивизия Ромейна Айреса атаковала центр. Однако из-за неточностей разведки дивизия Кроуфорда прошла мимо линии, а дивизия Айреса попала под анфиладный огонь слева. Началась неразбериха: две дивизии попытались перестроиться в густых зарослях. Резервная дивизия (Чарльза Гриффина) остановилась, чтобы не осложнять положение. Уоррен послал ординарцев с приказом перестроиться, но в итоге сам отправился командовать на месте. В это время Шеридан, который шел вместе с дивизией Айреса, лично возглавил атаку и опрокинул левый фланг линии Пикетта — этот эпизод впоследствии часто изображался художниками.
Южане пытались организовать новую оборонительную линию, но дивизия Гриффина обошла дивизию Айреса справа и тоже пошла в атаку. Варрен приказал Кроуфорду атаковать с севера. Кавалерия Шеридана обошла правый фланг Пикетта, но не сумела отрезать южанам пути к отступлению. Тем не менее, несмотря на все допущенные ошибки и неорганизованность, это была решительная победа Союза — отряд Джорджа Пикетта потерял примерно треть из своих 9200 солдат.

## Последствия
Имидж Пикетта, пострадавший после Геттисберга, получил ещё один удар: в момент начала сражения он находился в 3 километрах от поля боя, занимаясь вялением ставриды (вместе с Фицхью Ли и Томасом Россером). Он даже не сообщил подчиненным о своем отсутствии и тем самым оставил дивизию без командования. Когда же он прибыл на поле боя, сражение уже было проиграно.
Потеря перекрестка Файв-Форкс грозила потерей южной железной дороги, основному пути отступления армии Ли. На следующее же утро Ли сообщил президенту Дэвису, что Питерсберг и Ричмонд необходимо эвакуировать, а Грант начал общую атаку на позиции конфедератов перед Питерсбергом.
При Файв-Форкс был убит федеральный генерал Фредерик Винтроп и смертельно ранен артиллерийский полковник Вилли Пеграм, южанин. Шеридан был недоволен действиями V-го корпуса в сражении и под этим предлогом отстранил Уоррена от командования.

## Мемориал
В настоящее время место этого сражения находится под охраной, как часть питерсбергского нацпарка (Petersburg National Battlefield).

### Статьи
- Catton, Bruce. Sheridan at Five Forks (англ.) // The Journal of Southern History. — Southern Historical Association, 1955. — Vol. 21, iss. 3. — P. 305-315.